# Christine Wachtel
Christine Guth-Wachtel, nemška atletinja, * 6. januar 1965, Altentreptow, Vzhodna Nemčija.
Nastopila je na poletnih olimpijskih igrah v letih 1988 in 1992, leta 1988 je osvojila naslov olimpijske podprvakinje v teku na 800 m. Na svetovnih prvenstvih je osvojila srebrno medaljo v teku na 800 m leta 1987 in bronasto v štafeti 4x400 m leta 1991, na svetovnih dvoranskih prvenstvih tri zaporedne naslove prvakinje v teku na 800 m, na evropskih prvenstvih srebrno medaljo v isti disciplini leta 1990, na evropskih dvoranskih prvenstvih pa naslov prvakinje leta 1987. 